# استوارت سیمنیگتون
استوارت سیمنیگتون (به انگلیسی: Stuart Symington) سناتور سابق عضو حزب دموکرات ایالات متحده آمریکا بود. وی در سال ۱۹۵۳ تا ۱۹۷۶ میلادی سناتور ایالت میزوری در سنای ایالات متحده آمریکا بود.